# Ames (Familienname)
Ames ist ein englischer Familienname.

## Namensträger
- Abie Ames (1918–2002), US-amerikanischer Pianist
- Adelaide Ames (1900–1932), US-amerikanische Astronomin
- Adelbert Ames (1835–1933), US-amerikanischer Politiker und General
- Adelbert Ames, Jr. (1880–1955), US-amerikanischer Augenarzt und Psychologe
- Adrienne Ames (1907–1947), US-amerikanische Schauspielerin
- Alan Ames (* 1953), britisch-australischer Prediger und Schriftsteller
- Aldrich Ames (* 1941), US-amerikanischer Geheimdienstmitarbeiter
- August Ames (1994–2017), kanadische Pornodarstellerin
- Benjamin Ames (1778–1835), US-amerikanischer Politiker
- Bruce Ames (1928–2024), US-amerikanischer Biochemiker und Molekularbiologe
- Butler Ames (1871–1954), US-amerikanischer Politiker
- Cameron Ames, US-amerikanischer Filmeditor
- David Ames (* 1983), britischer Schauspieler
- E. Preston Ames (Edgar Preston Ames; 1906–1983), US-amerikanischer Art-Director und Szenenbildner
- Ed Ames (1927–2023), US-amerikanischer Sänger und Schauspieler
- Elsie Ames (1902–1983), US-amerikanische Komikerin und Schauspielerin
- Ezra Ames (1768–1836), US-amerikanischer Maler
- Fisher Ames (1758–1808), US-amerikanischer Politiker
- Frances Ames (1920–2002), südafrikanische Neurologin, Psychiaterin und Menschenrechtlerin
- Gerald Ames (1880–1933), britischer Schauspieler und Fechter
- Grace Greenwood Ames (1905–1979), US-amerikanische Künstlerin
- Jessie Daniel Ames (1883–1972), US-amerikanische Bürgerrechtlerin
- Joseph Alexander Ames (1816–1872), US-amerikanischer Maler
- Joseph Sweetman Ames (1864–1943), US-amerikanischer Physiker und Hochschullehrer
- Konstantin Ames (* 1979), deutscher Schriftsteller
- Lawrence Marion Ames (1900–1966), US-amerikanischer Pilzkundler
- Leon Ames (1902–1993), US-amerikanischer Schauspieler
- Leslie Ames (1905–1990), englischer Cricketspieler
- Lucia True Ames Mead (1856–1936), US-amerikanische Pazifistin und Feministin
- Oakes Ames (Politiker) (1804–1873), US-amerikanischer Politiker
- Oakes Ames (Botaniker) (1874–1950), US-amerikanischer Botaniker
- Oliver Ames (Unternehmer) (1807–1877), US-amerikanischer Unternehmer
- Oliver Ames (Politiker) (1831–1895), US-amerikanischer Politiker
- Rachel Ames (* 1929), US-amerikanische Schauspielerin
- Red Ames (1882–1936), US-amerikanischer Baseballspieler
- Robert Ames (Schauspieler) (1889–1931), US-amerikanischer Schauspieler
- Robert Ames (Agent) (1934–1983), US-amerikanischer Agent
- Robert Ames (Dirigent) (* 1985), englischer Dirigent
- Stephen Ames (Filmproduzent) (1897–1954), US-amerikanischer Filmproduzent
- Stephen Ames (* 1964), Golfspieler aus Trinidad und Tobago
- Thaddeus Hoyt Ames (1885–1963), amerikanischer Psychoanalytiker, Neurologe und Psychiater
- Todd Ames (* 1970), US-amerikanischer Dichter, Essayist und Übersetzer
- William Ames (Guilielmus Amesius, 1576–1633), englischer Theologe
- William Ames (Missionar) († 1662), englischer Quäkermissionar
- Winthrop Ames (1870–1937), US-amerikanischer Theaterproduzent und Regisseur